# ISO 3166-2:GE
Kódy ISO 3166-2 pro Gruzii identifikují 9 provincií, 2 autonomní republiky a 1 město (stav v roce 2015). První část (GE) je mezinárodní kód pro Gruzii, druhá část sestává z dvou písmen identifikujících region.

## Seznam kódů
| Kod   | Subjekt                       | Hlavni mesto | Typ subjektu        |
| ----- | ----------------------------- | ------------ | ------------------- |
| GE-AB | Abcházie                      | Suchumi      | autonomní republika |
| GE-AJ | Adžárie                       | Batumi       | autonomní republika |
| GE-GU | Gurie                         | Ozurgeti     | region              |
| GE-IM | Imereti                       | Kutaisi      | region              |
| GE-KA | Kacheti                       | Telavi       | region              |
| GE-KK | Kvemo Kartli                  | Rustavi      | region              |
| GE-MM | Mccheta-Mtianeti              | Mccheta      | region              |
| GE-RL | Rača Lečchumi a Kvemo Svaneti | Ambrolauri   | region              |
| GE-SJ | Samcche-Džavacheti            | Achalciche   | region              |
| GE-SK | Šida Kartli                   | Gori         | region              |
| GE-SZ | Samegrelo-Zemo Svaneti        | Zugdidi      | region              |
| GE-TB | Tbilisi                       |              | hlavní město        |